# Glauconycteris machadoi
Glauconycteris machadoi es una especie de murciélago de la familia Vespertilionidae.

## Distribución geográfica
Es endémica de Angola.